# 林芝花蟹蛛
林芝花蟹蛛（学名：Xysticus nyingchiensis）为蟹蛛科花蟹蛛属的动物。在中国大陆，分布于西藏等地。该物种的模式产地在西藏。